# Sturisomatichthys citurensis
Sturisomatichthys citurensis es una especie de peces de la familia Loricariidae en el orden de los Siluriformes.

## Morfología
Los machos pueden llegar alcanzar los 25 cm de longitud total.

## Hábitat y distribución geográfica
Es un pez de agua dulce y de clima tropical. Se encuentran en Centroamérica:  cuencas de los ríos  Tuira y  Bayan.